# Trattato di Torino (1860)
Il trattato di Torino del 24 marzo 1860 sancì l'annessione dell'ex Contea di Nizza e della Savoia alla Francia.
In seguito agli accordi di Plombières (21 luglio 1858), il primo ministro del Regno di Sardegna Cavour promise all'imperatore francese Napoleone III la cessione della Savoia in cambio del suo appoggio alla politica di unificazione italiana condotta dalla monarchia sabauda. La proposta venne poi ufficializzata per mezzo del trattato di alleanza sardo-francese del dicembre 1858 (in realtà il trattato fu predatato, giacché la firma avvenne nel gennaio 1859). Con quest'ultimo patto, quale ulteriore compenso ai francesi, alla Savoia si aggiunse Nizza.
Nel giro di pochi mesi, nel corso della Seconda guerra d'indipendenza italiana, le truppe franco-piemontesi inflissero sconfitte all'esercito austriaco nella battaglia di Magenta e nella battaglia di Solferino e San Martino; il successivo armistizio di Villafranca obbligò l'Austria a cedere la Lombardia alla Francia, che la girò al Regno di Sardegna. In compenso, Napoleone III chiese la Savoia e Nizza, come precedentemente promesso. Se in un primo momento il governo piemontese tentò di rimangiarsi la parola perché l’accordo originale prevedeva la conquista anche del Veneto, la situazione si sbloccò quando l’imperatore francese diede il via libera ai piemontesi a rivalersi come compensazione sull’Emilia e sulla Toscana.
Il 24 marzo 1860 venne perciò siglato il trattato di Torino, col quale il Piemonte acconsentiva alla cessione degli antichi territori sabaudi, da confermare mediante plebiscito; nel contempo le truppe piemontesi iniziarono a ritirarsi dalla Savoia e da Nizza.
Il trattato venne reso pubblico il 30 marzo successivo e, il 1º aprile, Vittorio Emanuele II sottoscrisse questo proclama alle popolazioni di Nizza e della Savoia:
Per quanto siami penoso di separarmi da province che hanno per sì lungo tempo fatto parte degli Stati de’ miei antenati, e alle quali si attaccano tante reminiscenze, io ho dovuto considerare, che i cangiamenti territoriali, originati dalla guerra in Italia, giustificherebbero la domanda, che il mio augusto alleato l’imperatore Napoleone mi ha indirizzato per ottenere questa riunione.
Io ho dovuto inoltre tener conto dei servigî immensi che la Francia ha resi all’Italia, dei sacrifizî che essa ha fatto nell’interesse della sua indipendenza, dei vincoli che le battaglie e i trattati hanno formato tra i due paesi. Io non potea disconoscere da altra parte che lo sviluppo del commercio, la rapidità e la facilità delle comunicazioni aumentano ogni giorno di più l’importanza ed il numero delle relazioni della Savoia e di Nizza colla Francia.
Io non ho potuto dimenticare infine, che le grandi affinità di razza, di linguaggio e di costumi rendono codeste relazioni ognor più intime e naturali.
Tuttavia un simile grande cangiamento nella sorte di codeste provincie non potrebbe esservi imposto; esso dev’essere il risultato del libero vostro consentimento. Questa è la mia ferma volontà, e tale è pur anche l’intenzione dell’Imperatore dei Francesi. Affinché nulla possa imbarazzare la libera manifestazione de’ vostri voti, io richiamo quelli tra i principali funzionarî dell’ordine amministrativo, che non appartengono al vostro paese, e li surrogo momentaneamente da alcuni de’ vostri concittadini, che più godono la stima e la considerazione generale.
In queste circostanze solenni voi vi mostrerete degni della riputazione che vi siete acquistata.
Se voi dovete seguire altri destini, fate in modo che i Francesi vi accolgano come fratelli, che si è da lunga mano appreso a valutare e stimare.
Fate che la vostra unione alla Francia sia un legame di più tra due nazioni, la cui missione è di operare di accordo allo sviluppo della civiltà.
Torino, 1º aprile 1860.
Vittorio Emanuele»
(testo tradotto dal francese del proclama del re)
Il plebiscito ebbe luogo in aprile (il 15/16 nella Contea di Nizza e il 22/23 in Savoia) e le cifre ufficiali mostrarono percentuali elevatissime a favore dell'annessione alla Francia (rispettivamente, 99,4% e 99,8% dei votanti): come nel caso dei plebisciti avvenuti poche settimane prima negli stati italiani preunitari (ducato di Parma, ducato di Modena, legazioni pontificie della Romagna, granducato di Toscana), che avevano riportato analoghe percentuali.
Il 29 maggio e il 10 giugno successivi, la Camera e il Senato torinesi ratificarono il trattato di Torino e la cessione dei territori alla Francia.

## Il risultato del plebiscito
| Nizza         | Nizza         | Numero | %      |
| ------------- | ------------- | ------ | ------ |
|               | Sì            | 25 743 | 99,38% |
|               | No            | 160    | 0,62%  |
|               |               |        |        |
| Iscritti      | Iscritti      | 30 712 |        |
| ↳ Votanti     | ↳ Votanti     | 25 933 | 84,44% |
| ↳ Voti validi | ↳ Voti validi | 25 903 | 99,88% |
| ↳ Voti nulli  | ↳ Voti nulli  | 30     | 0,12%  |

| Savoia        | Savoia        | Numero  | %      |
| ------------- | ------------- | ------- | ------ |
|               | Sì            | 130 533 | 99,82% |
|               | No            | 235     | 0,18%  |
|               |               |         |        |
| Iscritti      | Iscritti      | 135 449 |        |
| ↳ Votanti     | ↳ Votanti     | 130 839 | 96,60% |
| ↳ Voti validi | ↳ Voti validi | 130 768 | 99,95% |
| ↳ Voti nulli  | ↳ Voti nulli  | 71      | 0,05%  |